# Ionotropní glutamátový receptor
Ionotropní glutamátové receptory (iGluRs) jsou ligandem řízené iontové kanály, které jsou aktivovány pomocí neurotransmiteru glutamátu. Tyto receptory zprostředkovávají většinu excitačního synaptické transmise v centrálním nervovém systému a jsou klíčovými hráči v synaptické plasticitě, která je důležitá pro učení a paměť. iGluRs se dělí do čtyř podtypů na základě jejich vazebných vlastnosti (farmakologie) a sekvenční podobnosti: AMPA, kainátové receptory, NMDA receptory a delta receptory (viz níže).
AMPA receptory jsou hlavní nosiče náboje během bazální transmise, umožňující příliv sodíkových iontů pro depolarizaci postsynaptické membrány. NMDA receptory jsou blokovány hořčíkovými ionty, a proto pouze umožní tok iontů po depolarizace. To jim umožňuje působit jako náhodné detektory synaptické plasticity. Příliv vápníku prostřednictvím NMDA receptorů vede k přetrvávající úpravě síly synaptického přenosu.
iGluRs jsou tetramery (jsou tvořeny ze čtyř podjednotek). Všechny podjednotky mají společnou architekturu čtyř  vrstev: dvě extracelulární domény nazýváme N-terminální domény (NTD) a ligand-vázající domény (LBD váže glutamát), transmembránové domény (TMD), které tvoří iontový kanál, a intracelulární C-terminální doménu (CTD).

## Lidské proteiny/geny kódujících podjednotky iGluR
AMPA receptory: GluA1/GRIA1; GluA2/GRIA2; GluA3/GRIA3; GluA4/GRIA4;
delta receptory: GluD1/GRID1; GluD2/MŘÍŽKA 2;
kainátové receptory: GluK1/GRIK1; GluK2/GRIK2; GluK3/GRIK3; GluK4/GRIK4; GluK5/GRIK5;
NMDA receptory: GluN1/GRIN1; GluN2A/GRIN2A; GluN2B/GRIN2B; GluN2C/GRIN2C; GluN2D/GRIN2D; GluN3A/GRIN3A; GluN3B/GRIN3B;